# Llista d'asteroides/190601-190700
| Nom      | Designació provisional | Data de descobriment   | Lloc de descobriment | Descobridor/s |
| -------- | ---------------------- | ---------------------- | -------------------- | ------------- |
| 190601 - | 2000 UP75              | 31 d'octubre de 2000   | Socorro              | LINEAR        |
| 190602 - | 2000 UZ79              | 24 d'octubre de 2000   | Socorro              | LINEAR        |
| 190603 - | 2000 UV80              | 24 d'octubre de 2000   | Socorro              | LINEAR        |
| 190604 - | 2000 UG89              | 31 d'octubre de 2000   | Socorro              | LINEAR        |
| 190605 - | 2000 UX91              | 25 d'octubre de 2000   | Socorro              | LINEAR        |
| 190606 - | 2000 UO99              | 25 d'octubre de 2000   | Socorro              | LINEAR        |
| 190607 - | 2000 UJ109             | 31 d'octubre de 2000   | Socorro              | LINEAR        |
| 190608 - | 2000 VD24              | 1 de novembre de 2000  | Socorro              | LINEAR        |
| 190609 - | 2000 VH24              | 1 de novembre de 2000  | Socorro              | LINEAR        |
| 190610 - | 2000 VY36              | 1 de novembre de 2000  | Socorro              | LINEAR        |
| 190611 - | 2000 VN38              | 1 de novembre de 2000  | Kitt Peak            | Spacewatch    |
| 190612 - | 2000 VZ46              | 3 de novembre de 2000  | Socorro              | LINEAR        |
| 190613 - | 2000 VJ49              | 2 de novembre de 2000  | Socorro              | LINEAR        |
| 190614 - | 2000 VJ54              | 3 de novembre de 2000  | Socorro              | LINEAR        |
| 190615 - | 2000 VN59              | 6 de novembre de 2000  | Socorro              | LINEAR        |
| 190616 - | 2000 WA7               | 19 de novembre de 2000 | Socorro              | LINEAR        |
| 190617 - | 2000 WT9               | 19 de novembre de 2000 | Drebach              | J. Kandler    |
| 190618 - | 2000 WM18              | 21 de novembre de 2000 | Socorro              | LINEAR        |
| 190619 - | 2000 WM25              | 21 de novembre de 2000 | Socorro              | LINEAR        |
| 190620 - | 2000 WC39              | 20 de novembre de 2000 | Socorro              | LINEAR        |
| 190621 - | 2000 WJ46              | 21 de novembre de 2000 | Socorro              | LINEAR        |
| 190622 - | 2000 WT49              | 25 de novembre de 2000 | Socorro              | LINEAR        |
| 190623 - | 2000 WD58              | 21 de novembre de 2000 | Socorro              | LINEAR        |
| 190624 - | 2000 WW68              | 19 de novembre de 2000 | Socorro              | LINEAR        |
| 190625 - | 2000 WB85              | 20 de novembre de 2000 | Socorro              | LINEAR        |
| 190626 - | 2000 WS91              | 21 de novembre de 2000 | Socorro              | LINEAR        |
| 190627 - | 2000 WP94              | 21 de novembre de 2000 | Socorro              | LINEAR        |
| 190628 - | 2000 WW112             | 20 de novembre de 2000 | Socorro              | LINEAR        |
| 190629 - | 2000 WT114             | 20 de novembre de 2000 | Socorro              | LINEAR        |
| 190630 - | 2000 WZ124             | 27 de novembre de 2000 | Haleakala            | NEAT          |
| 190631 - | 2000 WT129             | 19 de novembre de 2000 | Kitt Peak            | Spacewatch    |
| 190632 - | 2000 WT131             | 20 de novembre de 2000 | Anderson Mesa        | LONEOS        |
| 190633 - | 2000 WH135             | 19 de novembre de 2000 | Socorro              | LINEAR        |
| 190634 - | 2000 WG141             | 19 de novembre de 2000 | Socorro              | LINEAR        |
| 190635 - | 2000 WX148             | 29 de novembre de 2000 | Haleakala            | NEAT          |
| 190636 - | 2000 WE151             | 27 de novembre de 2000 | Socorro              | LINEAR        |
| 190637 - | 2000 WE155             | 30 de novembre de 2000 | Socorro              | LINEAR        |
| 190638 - | 2000 WD164             | 21 de novembre de 2000 | Socorro              | LINEAR        |
| 190639 - | 2000 WZ171             | 25 de novembre de 2000 | Socorro              | LINEAR        |
| 190640 - | 2000 WO172             | 25 de novembre de 2000 | Socorro              | LINEAR        |
| 190641 - | 2000 XD3               | 1 de desembre de 2000  | Socorro              | LINEAR        |
| 190642 - | 2000 XX5               | 1 de desembre de 2000  | Socorro              | LINEAR        |
| 190643 - | 2000 XH8               | 1 de desembre de 2000  | Socorro              | LINEAR        |
| 190644 - | 2000 XS9               | 1 de desembre de 2000  | Socorro              | LINEAR        |
| 190645 - | 2000 XC18              | 4 de desembre de 2000  | Socorro              | LINEAR        |
| 190646 - | 2000 XD20              | 4 de desembre de 2000  | Socorro              | LINEAR        |
| 190647 - | 2000 XH24              | 4 de desembre de 2000  | Socorro              | LINEAR        |
| 190648 - | 2000 XS24              | 4 de desembre de 2000  | Socorro              | LINEAR        |
| 190649 - | 2000 XF26              | 4 de desembre de 2000  | Socorro              | LINEAR        |
| 190650 - | 2000 XN40              | 5 de desembre de 2000  | Socorro              | LINEAR        |
| 190651 - | 2000 XM46              | 7 de desembre de 2000  | Socorro              | LINEAR        |
| 190652 - | 2000 XW46              | 7 de desembre de 2000  | Socorro              | LINEAR        |
| 190653 - | 2000 XD48              | 4 de desembre de 2000  | Socorro              | LINEAR        |
| 190654 - | 2000 XJ48              | 4 de desembre de 2000  | Socorro              | LINEAR        |
| 190655 - | 2000 YT25              | 22 de desembre de 2000 | Socorro              | LINEAR        |
| 190656 - | 2000 YH40              | 30 de desembre de 2000 | Socorro              | LINEAR        |
| 190657 - | 2000 YJ40              | 30 de desembre de 2000 | Socorro              | LINEAR        |
| 190658 - | 2000 YA44              | 30 de desembre de 2000 | Socorro              | LINEAR        |
| 190659 - | 2000 YO57              | 30 de desembre de 2000 | Socorro              | LINEAR        |
| 190660 - | 2000 YE67              | 28 de desembre de 2000 | Socorro              | LINEAR        |
| 190661 - | 2000 YT84              | 30 de desembre de 2000 | Socorro              | LINEAR        |
| 190662 - | 2000 YD86              | 30 de desembre de 2000 | Socorro              | LINEAR        |
| 190663 - | 2000 YF88              | 30 de desembre de 2000 | Socorro              | LINEAR        |
| 190664 - | 2000 YX90              | 30 de desembre de 2000 | Socorro              | LINEAR        |
| 190665 - | 2000 YG98              | 30 de desembre de 2000 | Socorro              | LINEAR        |
| 190666 - | 2000 YB99              | 30 de desembre de 2000 | Socorro              | LINEAR        |
| 190667 - | 2000 YD108             | 30 de desembre de 2000 | Socorro              | LINEAR        |
| 190668 - | 2000 YK112             | 30 de desembre de 2000 | Socorro              | LINEAR        |
| 190669 - | 2000 YJ117             | 30 de desembre de 2000 | Socorro              | LINEAR        |
| 190670 - | 2001 AU19              | 5 de gener de 2001     | Oaxaca               | J. M. Roe     |
| 190671 - | 2001 AS22              | 3 de gener de 2001     | Socorro              | LINEAR        |
| 190672 - | 2001 AR26              | 5 de gener de 2001     | Socorro              | LINEAR        |
| 190673 - | 2001 AZ45              | 15 de gener de 2001    | Socorro              | LINEAR        |
| 190674 - | 2001 BZ18              | 19 de gener de 2001    | Socorro              | LINEAR        |
| 190675 - | 2001 BU20              | 19 de gener de 2001    | Socorro              | LINEAR        |
| 190676 - | 2001 BO34              | 20 de gener de 2001    | Socorro              | LINEAR        |
| 190677 - | 2001 BQ61              | 24 de gener de 2001    | Haleakala            | NEAT          |
| 190678 - | 2001 BQ63              | 29 de gener de 2001    | Socorro              | LINEAR        |
| 190679 - | 2001 BE73              | 28 de gener de 2001    | Haleakala            | NEAT          |
| 190680 - | 2001 CM2               | 1 de febrer de 2001    | Socorro              | LINEAR        |
| 190681 - | 2001 CW23              | 1 de febrer de 2001    | Anderson Mesa        | LONEOS        |
| 190682 - | 2001 CF31              | 2 de febrer de 2001    | Haleakala            | NEAT          |
| 190683 - | 2001 CR47              | 12 de febrer de 2001   | Anderson Mesa        | LONEOS        |
| 190684 - | 2001 DW15              | 16 de febrer de 2001   | Socorro              | LINEAR        |
| 190685 - | 2001 DF25              | 17 de febrer de 2001   | Socorro              | LINEAR        |
| 190686 - | 2001 DG36              | 19 de febrer de 2001   | Socorro              | LINEAR        |
| 190687 - | 2001 DW40              | 19 de febrer de 2001   | Socorro              | LINEAR        |
| 190688 - | 2001 DB89              | 27 de febrer de 2001   | Kitt Peak            | Spacewatch    |
| 190689 - | 2001 DO93              | 19 de febrer de 2001   | Socorro              | LINEAR        |
| 190690 - | 2001 DO105             | 16 de febrer de 2001   | Anderson Mesa        | LONEOS        |
| 190691 - | 2001 EG3               | 4 de març de 2001      | Kitt Peak            | Spacewatch    |
| 190692 - | 2001 EC7               | 2 de març de 2001      | Anderson Mesa        | LONEOS        |
| 190693 - | 2001 ED13              | 14 de març de 2001     | Socorro              | LINEAR        |
| 190694 - | 2001 EX24              | 15 de març de 2001     | Socorro              | LINEAR        |
| 190695 - | 2001 FX1               | 16 de març de 2001     | Socorro              | LINEAR        |
| 190696 - | 2001 FT14              | 19 de març de 2001     | Anderson Mesa        | LONEOS        |
| 190697 - | 2001 FQ16              | 19 de març de 2001     | Anderson Mesa        | LONEOS        |
| 190698 - | 2001 FG30              | 20 de març de 2001     | Haleakala            | NEAT          |
| 190699 - | 2001 FR30              | 21 de març de 2001     | Haleakala            | NEAT          |
| 190700 - | 2001 FO45              | 18 de març de 2001     | Socorro              | LINEAR        |